# Grandjean de Montigny
Auguste Henri Victor Grandjean de Montigny (París, 15 de julio de 1776 - Río de Janeiro, 2 de marzo de 1850) fue un arquitecto francés radicado en Brasil. Fue integrante de la Misión Artística Francesa que llegó a Río de Janeiro en 1816. Tuvo una gran importancia en el desarrollo de la arquitectura en Brasil y en la divulgación de la estética neoclásica. Dio clases en la Academia Imperial de Bellas Artes por más de veinte años, formando muchos alumnos. La mayor parte de su obra jamás salió del papel y la mayoría de lo que se pudo construir fue demolido más tarde.